# ده‌حاجی (شهربابک)
ده‌حاجی، روستایی در دهستان استبرق از توابع بخش مرکزی شهرستان شهربابک در استان کرمان است.